# Catacumba de Priscila

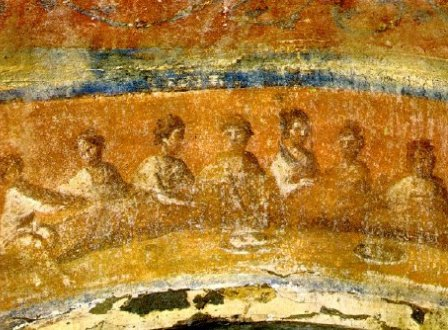
Fractio Panis, nas catacumbas de Priscila.

As Catacumbas de Priscila, na Via Salária, no quartiere Trieste de Roma, estão situadas num local que foi uma pedreira na antiguidade. Ela foi utilizada para a realização de sepultamentos cristãos a partir do final do século II até o século IV. Acredita-se que o nome seja derivado de Priscila, um membro da família romana Acilia e que provavelmente era a esposa do cônsul Acílio (que se converteu ao cristianismo e foi executado por ordens de Domiciano).

## Pinturas
As catacumbas contém numerosas pinturas de santos e símbolos cristãos primitivos. De particular interesse é a chamada "capela grega", uma câmara quadrada com um arco contendo afrescos geralmente interpretados como sendo cenas bíblicas, incluindo o fractio panis. Acima da abside está uma cena do juízo final. Pesquisas recentes — e controversas — interpretam as cenas tradicionalmente entendidas como sendo parte da deuterocanônica História de Susana (Adições em Daniel 13) como sendo cenas da vida de uma prestigiosa mulher cristã do século II. Perto delas, há uma cena da Madona e do profeta Isaías, também do século II.

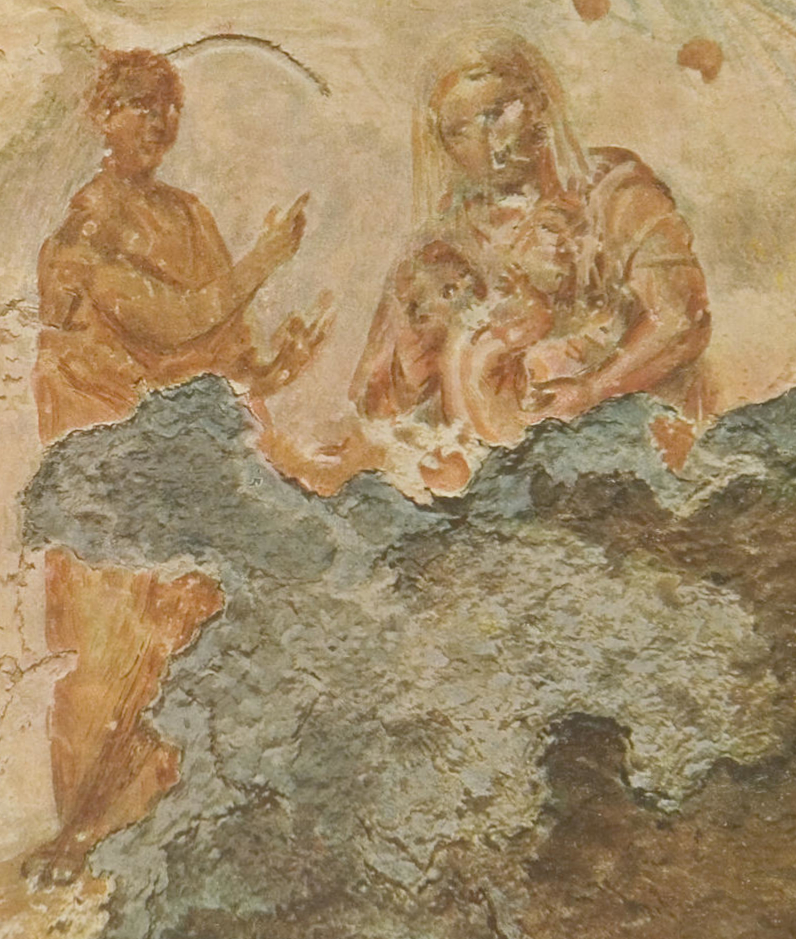
A mais antiga representação de Maria, do século II, nas catacumbas de Priscila.

As catacumbas de Priscila contém as mais antigas cenas marianas, datando da metade do século II.

## Túmulos papais e outras relíquias
Dois papas foram enterrados nas catacumbas de Priscila: Papa Marcelino (296–304) e o Papa Marcelo I (308–309).:p. 32
Supostas relíquias dos Papas Silvestre I, Estevão I e Dionísio foram exumadas e colocadas em veneração no altar de San Martino ai Monti (cujo nome original era Santi Silvestro e Martino ai Monti), no Esquilino, em Roma. Silvestre I foi provavelmente enterrado primeiro em San Martino, embora algumas fontes digam que seus restos tenha sido transferidos para lá. Um sarcófago papal não identificado foi descoberto durante a demolição da antiga Basílica de São Pedro, atribuído a Silvestre I e transportado para a Abadia de Nonantola, perto do altar que contém os restos do Papa Adriano III.:p. 33-34
Os ossos de Santa Praxedes e de Santa Pudenciana estavam nas catacumbas até o século IX, quando foram transportadas, por ordem do Papa Pascoal I, para o altar da recém-reformada Santa Prassede.